# IC 2118
IC 2118, també coneguda com a nebulosa Cap de Bruixa o NGC 1909, és una molt tènue nebulosa de reflexió. Es creu que és un antic romanent de supernova o un núvol de gas il·luminat per la propera supergegant blava Rigel (β Ori). Es troba en la constel·lació d'Eridà, molt a prop d'Orió, a uns 1000 anys llum de la Terra. La naturalesa de les partícules de pols que reflecteixen la llum blava més que la llum vermella, és un factor el que IC 2118 sigui de color blau. Les observacions de ràdio mostren substancial les emissions de monòxid de carboni al llarg de parts de IC 2118 un indicador de la presència de núvols moleculars i de formació estel·lar en la nebulosa. De fet, els candidats a pre-estels de seqüència principal i alguns exemples clàssics d'estels T Tauri s'han trobat en el profund de la nebulosa.